# Plazivky (korýši)
Plazivky (Harpacticoida) jsou drobní korýši, členové podtřídy klanonožci (Copepoda). Jedná se převážně o bentické organismy, obývají dno a pobřežní zónu slaných i sladkých vod. Řád zahrnuje kolem 54 až 65 čeledí, 463 rodů a 3000 druhů.
Od ostatních klanonožců se liší tím, že mají jen velmi krátký první pár tykadel a zadeček není výrazně užší než hlavohruď. Samičky obvykle vytváří jen jeden vaječný váček.

## Čeledi
65 čeledí řádu Harpacticoida:
- Adenopleurellidae
- Aegisthidae
- Ameiridae
- Ancorabolidae
- Arenopontiidae
- Argestidae
- Balaenophilidae
- Cancrincolidae
- Canthocamptidae
- Canuellidae
- Cerviniidae
- Chappuisiidae
- Cletodidae
- Cletopsyllidae
- Clytemnestridae
- Cristacoxidae
- Cylindropsyllidae
- Dactylopusiidae
- Danielsseniidae
- Darcythompsoniidae
- Ectinosomatidae
- Euterpinidae
- Hamondiidae
- Harpacticidae
- Heteropsyllidae
- Huntemanniidae
- Idyanthidae
- Ismardiidae
- Laophontidae
- Laophontopsidae
- Latiremidae
- Leptastacidae
- Leptopontiidae
- Longipediidae
- Louriniidae
- Metahuntemanniidae
- Metidae
- Miraciidae
- Neobradyidae
- Normanellidae
- Novocriniidae
- Orthopsyllidae
- Parameiropsidae
- Paramesochridae
- Paranannopidae
- Parastenheliidae
- Parastenocarididae
- Parastentheliidae
- Peltidiidae
- Phyllognathopodidae
- Porcellidiidae
- Protolatiremidae
- Pseudotachidiidae
- Rhizothricidae
- Rhynchothalestridae
- Rometidae
- Rotundiclipeidae
- Superornatiremidae
- Tachidiidae
- Tegastidae
- Tetragonicipitidae
- Thalestridae
- Thompsonulidae
- Tisbidae
- Zosimidae